# NGC 326
NGC 326 (ook wel PGC 3482, UGC 601) is een elliptisch sterrenstelsel in het sterrenbeeld Vissen.
NGC 326 werd op 24 augustus 1865 ontdekt door de Duits-Deense astronoom Heinrich Ludwig d'Arrest.

## HD 5650
Vanaf de aarde gezien bevindt het stelsel NGC 326 zich schijnbaar net ten noorden van de ster HD 5650 (magnitude +6). Amateurastronomen kunnen HD 5650 aanwenden als gidsster om het stelsel NGC 326 op te sporen.